# Свети Атанасий (Горна Брезница)
Вижте пояснителната страница за други значения на Свети Атанасий.
„Свети Атанасий“ е църква в кресненското село Горна Брезница (Брезница), България, част от Неврокопската епархия на Българската православна църква. Обявена е за паметник на културата.

## История
Строежът на църквата започва след освобождението на Кресненско в 1914 година на мястото на старо оброчище, посветено на Свети Атансий, като инициатор е командира на пограничния участък поручик Кръстев. Осветена е на 23 ноември 1923 година от владиката Макарий Неврокопски.
Първи свещеник е Илия Станков от Кресна, който организира декорацията на интериора на храма и служи до 1921 година. Погребан е до олтара на храма. От 1921 до 1942 година служи отец Георги Филатов от Велющец. Други свещеници са Георги Дерлипански от Ковачево, Павел Киряков от София (1942 – 1946) и Христо Павлов (1946 – 1950). От 1950 година служи отец Илия Костадинов от Горна Брезница, починал в 2003 година.
До 1918 година църквата е енорийски храм и на Моравска и Сливница, а до 1940 година и на Крива ливада и Ново село.

## Архитектура
Строителството на храма е на два етапа. В архитектурно отношение е еднокорабна безкуполна базилика с женска църква. Размерите са 18 m на 10 m, като зидовете са дебели близо метър.
Иконостасът в интериора не е резбован. По-голямата част от иконите са на зографа Мунчо от Банската художествена школа. Останалите са от различни места, като за някои се смята, че са от изгоряла църква в Гърция. Една икона в храма от 1886 г. е дело на дебърския зограф Михаил Благоев. Дарители на иконите са Ташо Атанасов, Георги Иванов и други. В 1992 година Григор Митрев дарява ценен полилей. Камбанарията е вградена в храма, а камбаната е излята в леарната на Димитър Велеганов в Пловдив.